# Storkower Kanal

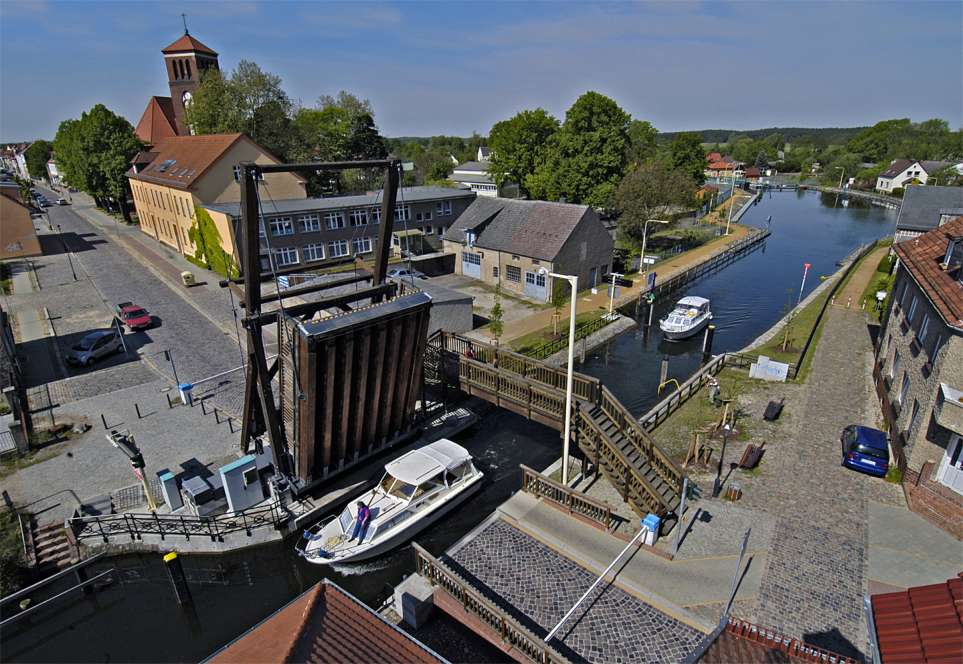
Zugbrücke in Storkow über den Storkower Kanal

Der Storkower Kanal (SkK) verbindet im Zuge der Bundeswasserstraße Storkower Gewässer (SkG) den Großen Storkower See im Landkreis Oder-Spree mit dem Wolziger See im Landkreis Dahme-Spreewald in Brandenburg. Er beginnt in Storkow und endet in Wolzig, ist 9 Kilometer lang und zählt zur Wasserstraßenklasse I. Zuständig ist das Wasserstraßen- und Schifffahrtsamt Berlin.

## Verlauf
Der Kanal verläuft im Wesentlichen von Ost nach West mit leichtem Bogen nach Nordwest. Nach seinem Beginn am Westende des Großen Storkower Sees unterquert er die Landesstraße L 23 (Burgstraßen-Brücke). Die Spannbetonbrücke ersetzte zu Beginn der 1970er Jahre eine stählerne Klappbrücke, die um 1920 anstelle einer hölzernen Klappbrücke gebaut worden war. Die historische hölzerne Brücke stammte aus der Mitte des 18. Jahrhunderts und war nach holländischem Vorbild konstruiert. Kurz danach passiert der Kanal den historischen Stadtkern Storkows und die neue Storkower Zugbrücke aus den Jahren 2000/2001 mit einer nebenstehenden hölzernen Fußgängerbrücke. In diesem Bereich ist er als Teil des Denkmalbereichs historische Innenstadt per Satzung denkmalgeschützt. Rund einhundert Meter kanalabwärts folgt die Schleuse Storkow, die 2003 als Ersatz der alten Schleuse von 1863/65 erbaut und vom alten Standort verlegt wurde. Gesäumt von Kleingartenkolonien erreicht er unterhalb der 53 Meter hohen Türkenberge das Naturschutzgebiet Luchwiesen und unterquert im Schutzgebiet die stählerne Fachwerkbrücke der eingleisigen Bahnstrecke Grunow–Königs Wusterhausen.

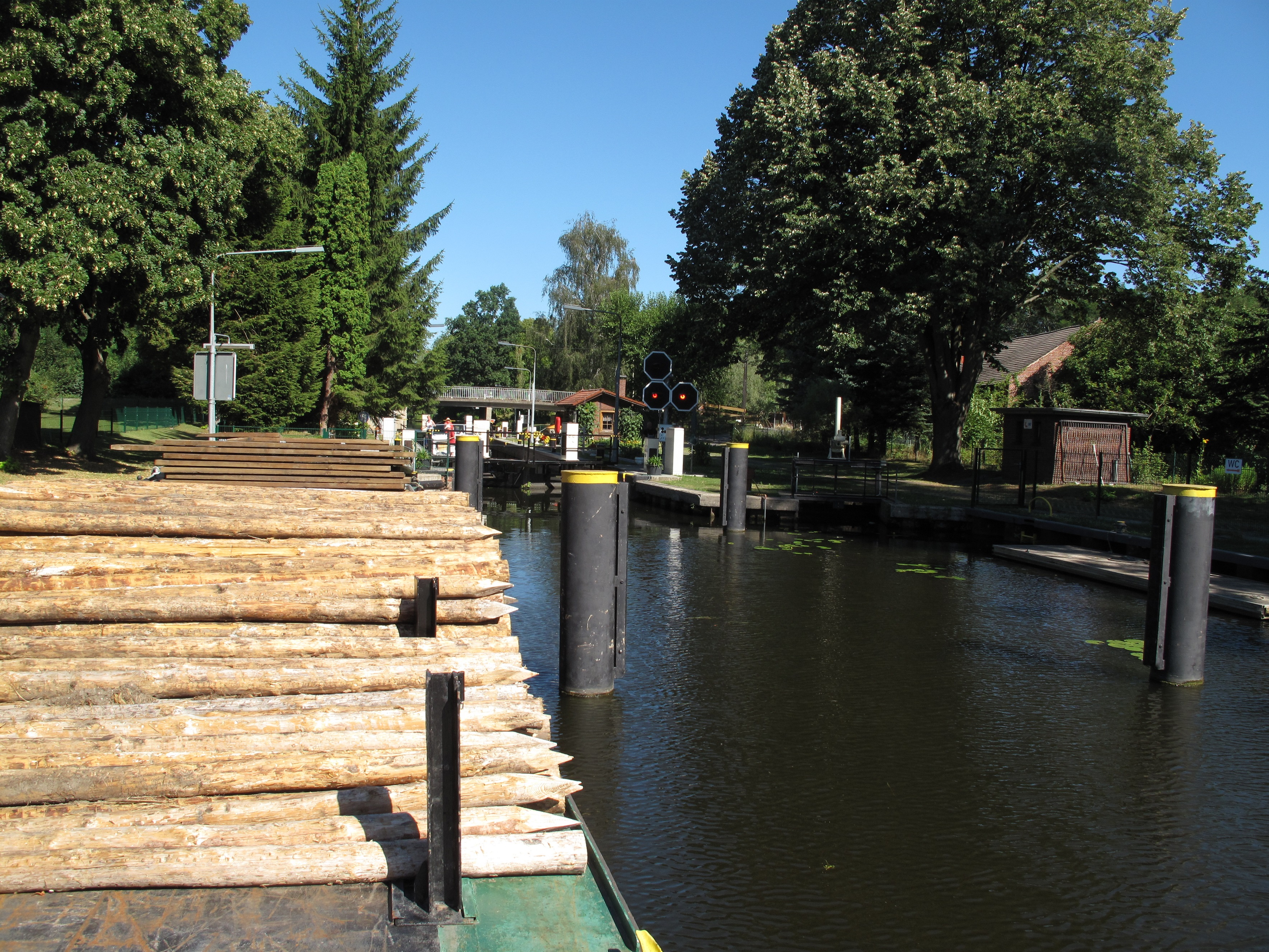
Schleuse Kummersdorf, erbaut 1862

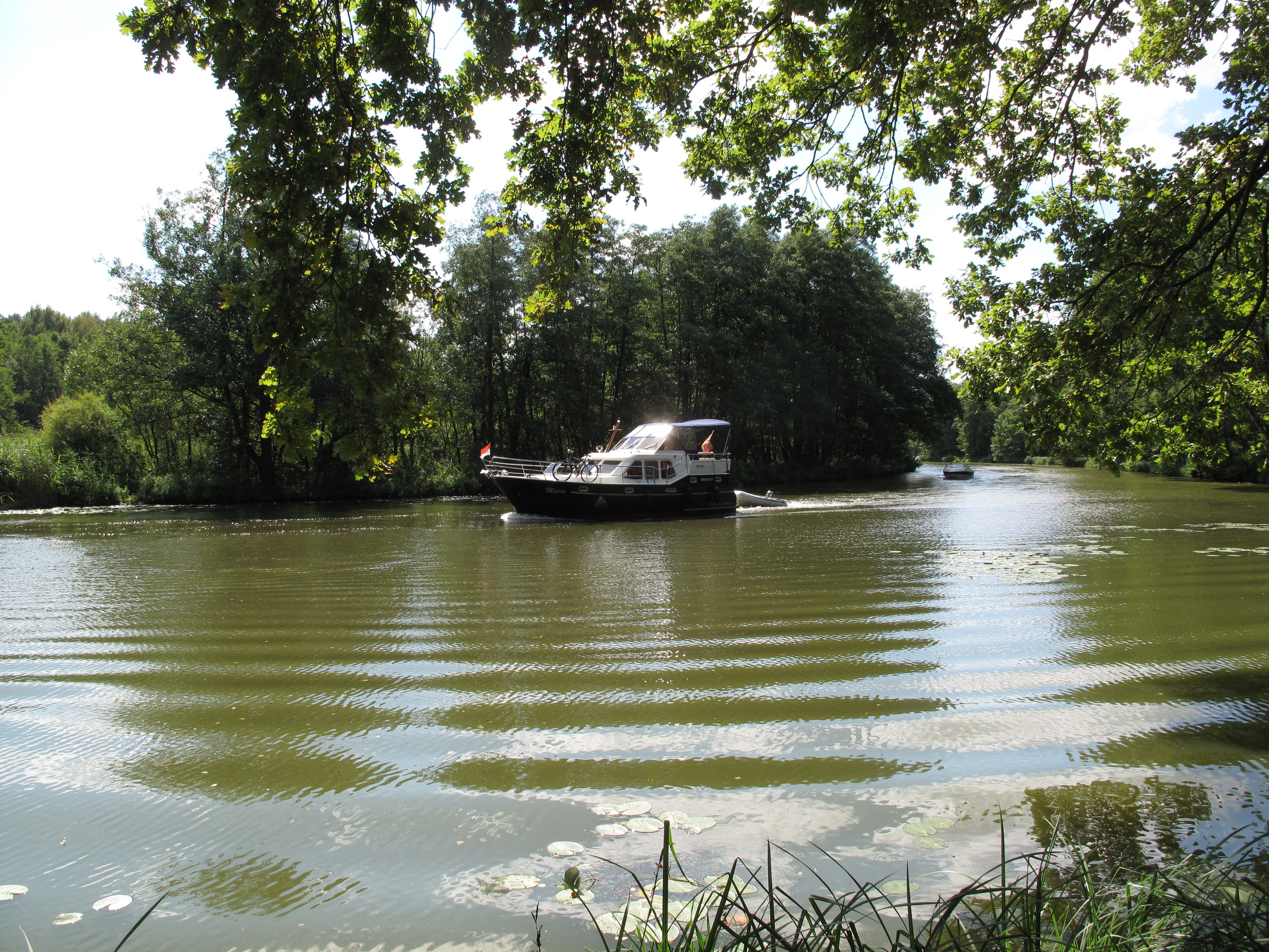
Der Kanal im Naturschutzgebiet Storkower Kanal

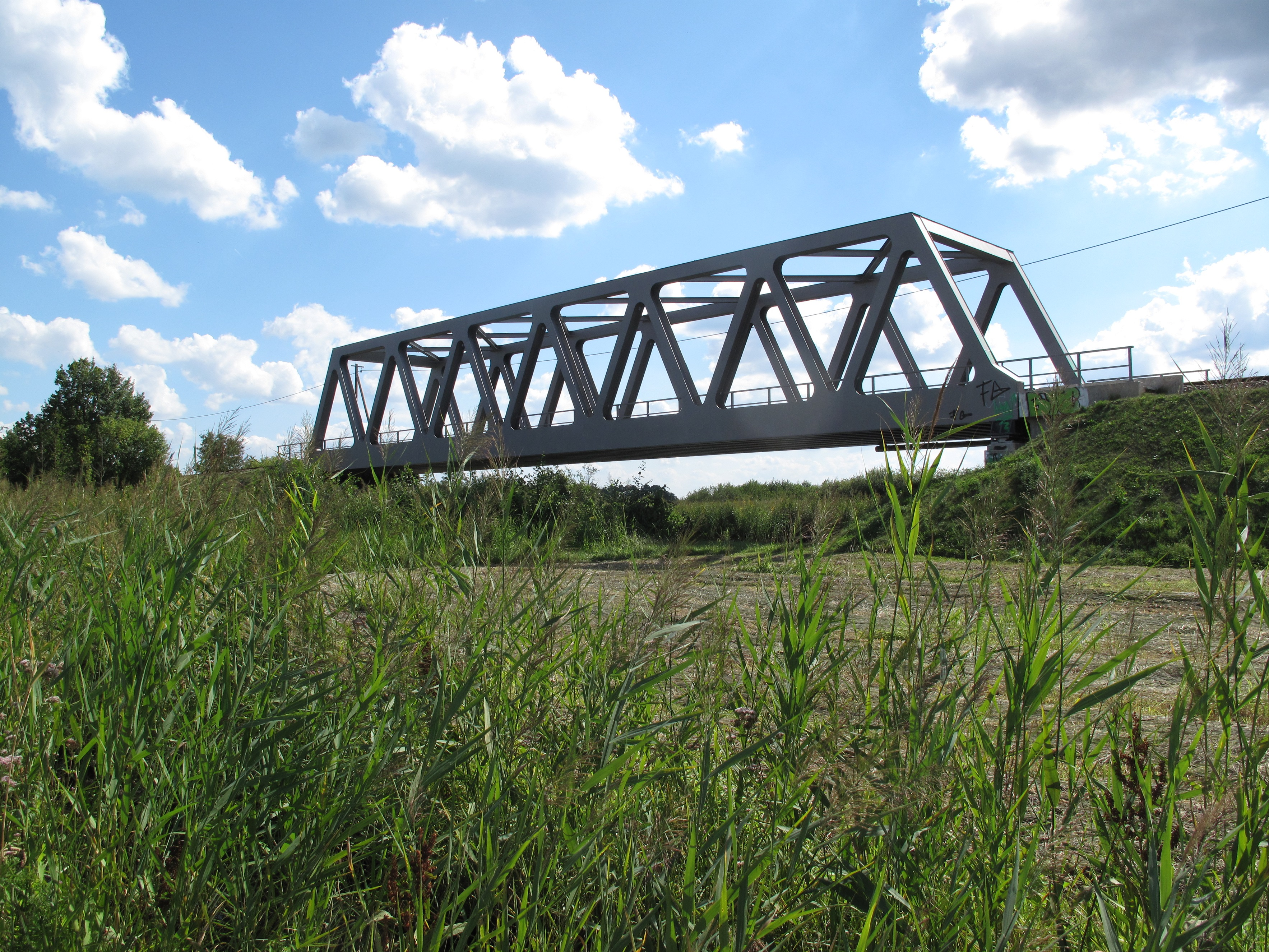
Bahnbrücke der Bahnstrecke Grunow–Königs Wusterhausen über den Storkower Kanal im Naturschutzgebiet Luchwiesen

Kurz hinter der Bahnbrücke verlässt er die Gemarkung der Kernstadt verläuft nunmehr durch die Gemarkung des Storkower Ortsteils Philadelphia. Nördlich des Kerns des 1713 erstmals unter dem Namen Hammelstall urkundlich erwähnten Dorfes überbrückt die Kreisstraße K 6747 nach Alt Stahnsdorf die Wasserstraße. Die kurz nach der Brücke folgende Kanalausbuchtung war eine Anlegestelle für Kähne, die hier per Schubkarre mit Ziegeln für Berlin beladen wurden. Von diesem Punkt begleitet den Kanal auf der Südseite bis Kummersdorf ein Wander- und Radweg, der auf dem ehemaligen Treidelpfad angelegt wurde. Nach einigen Hundert Metern erreicht der Kanal das Gebiet des Storkower Ortsteils Kummersdorf, wo ihm kurz nach der Gemarkungsgrenze der Abfluss eines kleinen Sees zufließt. In dem 1442 ersterwähnten Dorf folgt die 1862 erbaute Schleuse Kummersdorf nebst Schleusenbrücke. Nach der Unterquerung der Landesstraße L 40 (Kummersdorfer Hauptstraße) fließt von Osten das Stahnsdorfer Fließ zu, das gemeinsam mit dem restlichen Kanalverlauf bis kurz vor dessen Mündung in den Wolziger See als Naturschutzgebiet Storkower Kanal ausgewiesen ist. Im Schutzgebiet verlässt das Gewässer Storkow beziehungsweise Kummersdorf und verläuft im letzten kleinen Teilstück in der Gemarkung Wolzig, einem Ortsteil der Gemeinde Heidesee im Landkreis Dahme-Spreewald. Die Mündung in den See liegt nördlich des Wolziger Dorfkerns.

## Geschichte
Der Kanal ging aus dem 1732 angelegten Storkower Flößerkanal hervor, der unter der Regierung Friedrichs II. in der Mitte des 18. Jahrhunderts zum Kanal ausgebaut wurde. Über Jahrhunderte insbesondere zur Versorgung Berlins mit Bauholz und Ziegeln genutzt, liegt seine heutige verkehrswirtschaftliche Bedeutung weitgehend im Bereich der Freizeit- und Tourismusindustrie. In der Regel wird er nur noch von Fahrgastschiffen, Sportbooten und zum Wasserwandern genutzt.
Parallel zum oder noch vor dem Storkower Kanal wurde in den 1730er Jahren ein Flößerkanal über das Stahnsdorfer Fließ, Rieploser Fließ und den Lebbiner See bis hinein in den Kolpiner Forst angelegt, der allerdings nur kurzzeitig bestand. Diese sogenannte „Obere Verbindung“ sollte vom Kolpiner Forst eine Verbindung zum Storkower See herstellen, scheiterte allerdings an den widrigen Geländeverhältnissen am Storkower Weinberg, einem nach Süden abfallenden Hang des heutigen Naturschutzgebiets Binnendüne Waltersberge.

## Naturraum und Ökologie
Der Kanal befindet sich südlich des von der Spree durchflossenen Berliner Urstromtals und westlich der Storkower Platte im Ostbrandenburgischen Heide- und Seengebiet, das in den Naturräumlichen Haupteinheiten Deutschlands als Nr. 82 geführt wird. Die zahlreichen Seen des Gebiets sind ein Relikt des Brandenburger Stadiums (24.000 bis 22.000) der Weichsel-Eiszeit.
Die beiden Naturschutzgebiete, die der Kanal passiert, sind zudem als FFH-Gebiet im Natura 2000 Verbund ausgewiesen. Das Naturschutzgebiet Luchwiesen umfasst 109,57 Hektar und ist laut FFH-Steckbrief des Bundesamtes für Naturschutz (BfN) die Größte und wertvollste Binnensalzstelle Brandenburgs. Eine geringmächtig vermoorte Talsandrinne, halophile Flut-, Kriechrasen und Trittgesellschaften, Salzgrasland, Großseggenriede und Schilfröhrichte charakterisieren das Gebiet. Das westliche, 96,18 Hektar umfassende Naturschutzgebiet Storkower Kanal soll wild lebende Pflanzengesellschaften, Bruchwaldgesellschaften und Tierarten in der vermoorten Niederung zwischen dem Wolziger und Stahnsdorfer See bewahren. Dazu zählen Hochstaudenfluren und Krebsscherenfluren und gefährdete Tierarten wie Fischotter, Rapfen und Bitterling.